# Astert
Astert ist eine Ortsgemeinde im Westerwaldkreis in Rheinland-Pfalz. Sie gehört der Verbandsgemeinde Hachenburg an.

## Geographie

### Geographische Lage
Die Gemeinde liegt im Westerwald zwischen Limburg und Siegen in der Kroppacher Schweiz, die ein Teil des Landschaftsschutzgebiets Nistertal ist. Durch den Ort fließt die Große Nister. Die Gemarkung umfasst 239 ha, davon sind etwa 50 % Wald und 37 % landwirtschaftliche Nutzfläche (Stand 2021). Nachbarorte sind Limbach im Norden, Atzelgift im Osten, das Kloster Marienstatt im Südosten und Müschenbach im Süden des Ortes. Im Westen von Astert liegt der Aßberg (327 m).

### Gemeindegliederung
Ortsteile der Gemeinde sind Oberdorf und Unterdorf.

## Geschichte
1282 wurde Astert erstmals in einer Urkunde des Klosters Marienstatt als Asterode erwähnt. Als Rodungsdorf dürfte es schon im 10. Jahrhundert oder davor entstanden sein. Im 18. Jahrhundert hat sich der Ortsname Asterode auf „Astert“ abgeschliffen. Bedingt durch die vielen Dachschiefergruben waren in Astert vom 16. bis 18. Jahrhundert etliche Leyendecker ansässig. Eine ehemalige Dachschiefergrube (Hardt) bestand bis etwa 1911 und wurde nach 1945 endgültig aufgegeben. 1739 ist erstmals eine Winterschule im Ort nachgewiesen.
Die Einwohner wurden nach der Einführung der Reformation in der Grafschaft Sayn, zu der Astert zählte, erst lutherisch und später reformiert. Spannungen gab es im Ort durch zugewanderte Katholiken aus dem Bergischen und Wildenburger Land, die vom Kloster Marienstatt und dem katholischen Grafen Salentin Ernst von Manderscheid als Landesherr der Grafschaft Sayn-Hachenburg begünstigt wurden, zu der Astert seit dem 17. Jahrhundert gehörte. Erst nach Jahrzehnten, meist durch Heirat, wurden sie voll berechtigte Bürger. Ein Prozess beim Reichskammergericht in Wetzlar 1732 brachte ihnen die völlige Religionsfreiheit. Die dauernden Streitigkeiten der Religionsgruppen drückten sich auch in einer räumlichen Trennung aus, während man Katholiken fast ausschließlich im Unterdorf fand, siedelten sich die Reformierten im nun entstehenden Oberdorf an. 1793 hatte der gesamte Ort 20 Häuser mit 125 Einwohnern. Nach den Koalitionskriegen verarmte die Bevölkerung, die Armut hielt auch in der nassauischen Zeit seit 1799 an. 1866 kam der Ort an das Königreich Preußen und gehörte von 1868 an zur Provinz Hessen-Nassau und zum Oberwesterwaldkreis. 1926 entstand die erste Schule in Astert. Wirtschaftlich bedeutsam waren die Schiefergruben, die von 1730 bis 1760 und von 1840 bis 1860 in Betrieb waren. Vom beginnenden Wohlstand des Ortes zeugt die 1894 entstandene Brücke über die Nister.
1985 wurde Astert in dem Wettbewerb Unser Dorf soll schöner werden zum schönsten Ort in Rheinland-Pfalz gewählt.
Bevölkerungsentwicklung
Die Entwicklung der Einwohnerzahl von Astert, die Werte von 1871 bis 1987 beruhen auf Volkszählungen:
| Jahr | Einwohner        |
| 1579 | 13 Häuser        |
| 1624 | 11 Feuerstätten  |
| 1669 | 15 Räuche        |
| 1714 | 30 Mann, 1 Witwe |
| 1760 | 91               |
| 1815 | 152              |
| 1835 | 150              |
| 1871 | 175              |
| 1905 | 200              |

| Jahr | Einwohner |
| 1939 | 225       |
| 1950 | 220       |
| 1961 | 199       |
| 1970 | 206       |
| 1987 | 214       |
| 1997 | 259       |
| 2005 | 249       |
| 2023 | 253       |

## Politik

### Ortsbürgermeister
Erich Wagner wurde bei der Direktwahl am 26. Mai 2019 mit einem Stimmenanteil von 81,29 % für weitere fünf Jahre in seinem Amt bestätigt.
Bei der Direktwahl am 9. Juni 2024 wurde Florian Schwan (parteilos) mit 90,5 % der Stimmen ohne Gegenkandidaten zum Ortsbürgermeister gewählt.

### Wappen
| Wappen von Astert | Blasonierung: „Wappen durch silbernen schräglinken Wellenbalken geteilt, oben in Rot schräggekreuzt, silberner Dachdeckerhammer und Rodehacke, unten in Blau drei goldene Ähren aus dem Schildrand wachsend.“ |
| Wappen von Astert | Wappenbegründung: Die Ähren symbolisieren die Bedeutung der Landwirtschaft in den vergangenen Jahrhunderten, die Rodehacke deutet auf den alten Ortsnamen Asterode als Rodungsdorf hin und der Dachdeckerhammer auf die hier im 16. und 17. Jahrhundert zahlreich ansässigen Leyendecker und die Schiefergruben in der Gemarkung. Das blaue Feld verweist auf die ehemalige Zugehörigkeit zum Herzogtum Nassau (1806–1866), das rote Feld auf die jahrhundertelange Zugehörigkeit zur Grafschaft Sayn und zu Sayn-Hachenburg (bis 1799). Das silberne Wellenband symbolisiert die Große Nister. |

## Kultur und Sehenswürdigkeiten

### Gebäude

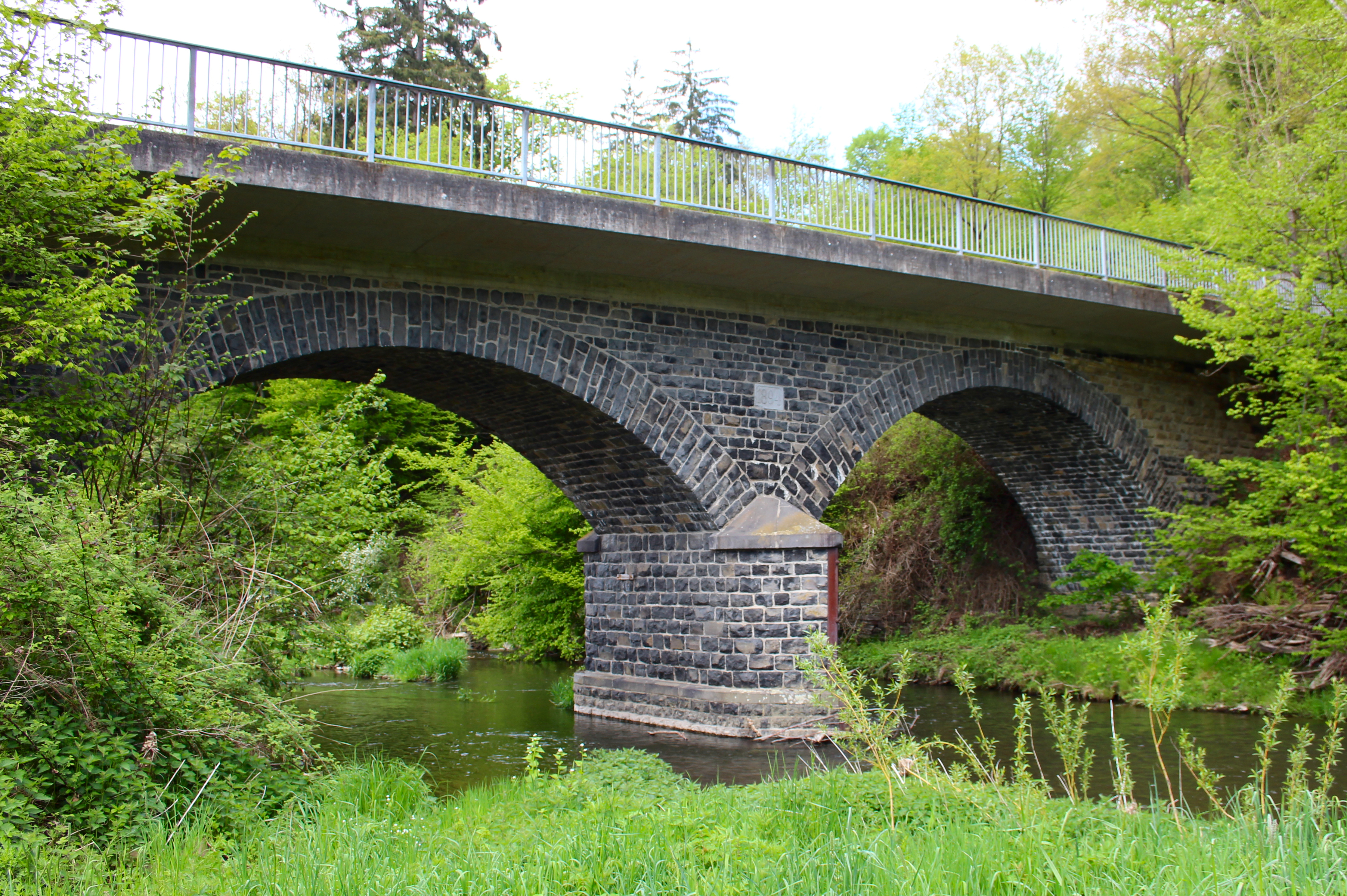
Die Nisterbrücke von 1894

Zu den bemerkenswerten Häusern zählen:
- Die Alte Schule, Alte Dorfstraße 3 (Fachwerkhaus, 18. Jh., 1826 von der Gemeinde angekauft und zur Schule umgebaut),
- Haus Thiel, Alte Dorfstraße 12, (Fachwerkhaus, 18. Jh. mit Niederlass),
- Haus Ahlhäuser, Zur Ley 2, (Fachwerkhaus, 18. Jh.).

Weitere Sehenswürdigkeiten:
- Bodenerhebungen der Ehemaligen Ziegelei, westlich des Orts unterhalb der Straße von Astert nach Heuzert,
- Alte Brücke, Straße von Astert nach Heimborn über die Große Nister, wurde 1894 aus Basalt erstellt, Reste eines ehemaligen Bachüberganges bachabwärts.[3]

Siehe auch: Liste der Kulturdenkmäler in Astert

### Naturobjekte
- Küppermüllchen, 500 m westlich des Ortes, Felsformation 40 m oberhalb der Großen Nister,
- Hohe Ley, 700 m nordöstlich Asterts, Felsformation, 50 m oberhalb der Großen Nister, Aussichtspunkt mit weithin sichtbaren weißem Kreuz.[3]

Siehe auch: Liste der Naturdenkmale in Astert

## Verkehr
- Südlich des Ortes verläuft die B 414 die von Altenkirchen nach Hachenburg führt.
- Die nächsten Autobahnanschlussstellen sind in Siegen und Wilnsdorf an der A 45 von Dortmund nach Gießen, etwa 25 Kilometer entfernt.
- Der nächstgelegene ICE-Halt ist der 40 km entfernt gelegene Bahnhof Montabaur an der Schnellfahrstrecke Köln–Rhein/Main.